# Legenda Wilhelma Tella
Legenda Wilhelma Tella (ang. The Legend of William Tell, 1998) – nowozelandzki serial obyczajowy fantasy wyprodukowany przez Cloud 9 Productions.
Światowa premiera serialu miała miejsce 30 sierpnia 1998 roku i był emitowany do 20 grudnia 1998 roku. W Polsce serial nadawany był dawniej na kanale RTL 7 oraz TVP1 jako "Legenda o Wilhelmie Tellu".

## Obsada
- Kieren Hutchison jako William Tell
- Andrew Binns jako Xax
- Nathaniel Lees jako Leon
- Katrina Browne jako Aruna
- Ray Henwood jako Kreel
- Sharon Tyrell jako Kalem
- Beth Allen jako księżniczka Vara
- Drew Neemia jako Drogo

## Spis odcinków
| N/o            | Tytuł angielski                 |
| -------------- | ------------------------------- |
|                |                                 |
| SERIA PIERWSZA |                                 |
|                |                                 |
| 01             | Shaytana's Eye                  |
|                |                                 |
| 02             | The Fifth Column                |
|                |                                 |
| 03             | Escape into Fear                |
|                |                                 |
| 04             | Darkness and Light              |
|                |                                 |
| 05             | Hidden Valley                   |
|                |                                 |
| 06             | The Challenge                   |
|                |                                 |
| 07             | The Spirit of Kale              |
|                |                                 |
| 08             | Swarm                           |
|                |                                 |
| 09             | The Sorcerer's Apprentice       |
|                |                                 |
| 10             | Master of Doubt                 |
|                |                                 |
| 11             | The Lotus Eaters                |
|                |                                 |
| 12             | The Tomb of the Unknown Warrior |
|                |                                 |
| 13             | The Labyrinth                   |
|                |                                 |
| 14             | Dobbelganger                    |
|                |                                 |
| 15             | Combat                          |
|                |                                 |
| 16             | Resurrection                    |
|                |                                 |